# Luca Spechenhauser
Luca Spechenhauser est un patineur de vitesse sur piste courte italien.

## Biographie
Fin 2021, il finit quatrième des championnats d'Italie derrière Andrea Cassinelli, Pietro Sighel et Thomas Nadalini, puis troisième en coupe d'Italie en derrière Pietro Marinelli et Davide Viscardi.
Il participe aux épreuves de patinage de vitesse sur piste courte aux Jeux olympiques de 2022 sur le 1000 mètres et le relais masculin.